# Таманисау, Симионе
Симионе Таманисау (англ. Simione Tamanisau; 5 июня 1982, Таилеву) — фиджийский футболист, вратарь клуба «Сува» и сборной Фиджи.

## Карьера

### Клубная карьера
Начинал взрослую карьеру в фиджийском клубе «Олимпиан Тим». В 2004 году присоединился к команде «Рева», за которую выступал в течение следующих восьми лет. В 2004 и 2005 годах вместе с командой выигрывал бронзовые медали чемпионата, однако в следующих сезонах «Рева» стала выступать менее удачно и не попадала в тройку призёров.
В сезоне 2010/11 вратарь играл на правах аренды за клуб «Хекари Юнайтед» из Папуа-Новой Гвинеи, стал победителем чемпионата страны и участником клубного чемпионата мира 2010 года. На этом турнире Таманисау принял участие в единственном матче своей команды, в котором «Хекари Юнайтед» уступил эмиратскому клубу «Аль-Вахда» 0:3.
В 2012—2013 годах вратарь выступал за фиджийский клуб «Лаутока», также играл за команды «Ба» и «Нади». В 2014 году вернулся в «Рева», в его составе в 2015 году в очередной раз выиграл бронзовые медали чемпионата страны.

### Карьера в сборной
Выступает за национальную сборную Фиджи с 2003 года, в дебютном сезоне сыграл за неё 5 матчей. 12 мая 2004 года провёл первый официальный матч в отборочном турнире чемпионата мира-2006, в котором Фиджи обыграл Папуа-Новую Гвинею 4:2.
В 2007 году Таманисау не получил визу в Новую Зеландию для участия в отборочном матче против сборной этой страны, потому что его тесть, офицер фиджийской полиции, подозревался в причастности к государственному перевороту 2006 года. Сборная Фиджи отказалась играть без своего вратаря и матч был проведён спустя год на нейтральном поле.
Принимал участие в четырёх розыгрышах Кубка наций ОФК (2004, 2008, 2012, 2016).
В 2016 году Таманисау вошёл в состав олимпийской сборной Фиджи для участия в Олимпиаде в Рио-де-Жанейро в качестве одного из трёх игроков старше 23 лет. Сборная Фиджи стала безнадёжным аутсайдером турнира, крупно проиграв все три матча, а Таманисау принял участие во всех трёх матчах и пропустил 23 гола.